# Stawek (rejon łucki)
Stawek (ukr. Ставок) – wieś na Ukrainie w rejonie łuckim obwodu wołyńskiego.
Do 2020 w rejonie kiwereckim. 